# Ewelina Knapska
Ewelina Anna Knapska (ur. 28 sierpnia 1977) – polska biolożka, doktor habilitowana nauk biologicznych, kierowniczka Pracowni Neurobiologii Emocji w Instytucie Biologii Doświadczalnej im. Marcelego Nenckiego PAN.

## Życiorys
Ukończyła biologię i psychologię na Uniwersytecie Warszawskim. W 2006 uzyskała doktorat z neurobiologii w Instytucie Biologii Doświadczalnej im. Marcelego Nenckiego Polskiej Akademii Nauk na podstawie pracy Zróżnicowanie aktywności jąder ciała migdałowego w zależności od rodzaju zastosowanej stymulacji emocjonalnej. Następnie odbyła dwuletni staż naukowy na Uniwersytecie Michigan. Habilitację otrzymała tamże w 2013 na podstawie pracy Mechanizmy nabywania, wygaszania i odnawiania warunkowej reakcji strachu. Od 2008 związana z Instytutem Nenckiego, gdzie pracuje jako profesor nadzwyczajna. Od 2012 kieruje Pracownią Neurobiologii Emocji tamże.
Stypendystka i tutorka Krajowego Funduszu na rzecz Dzieci. Jest stypendystką Fundacji na rzecz Nauki Polskiej, Ministra Edukacji i Szkolnictwa Wyższego oraz Academia Europea. W 2016 otrzymała grant European Research Council.
W trakcie studiów doktoranckich odkryła – wraz z dr. hab. Tomaszem Werką oraz prof. Leszkiem Kaczmarkiem – przekazywanie pobudzenia emocjonalnego między żyjącymi razem szczurami oraz różnice w ekspresji genów wczesnej odpowiedzi w różnych częściach ciała migdałowatego w zależności od tego, czy dany szczur był „nadawcą” czy „odbiorcą” pobudzenia.